# 히트라

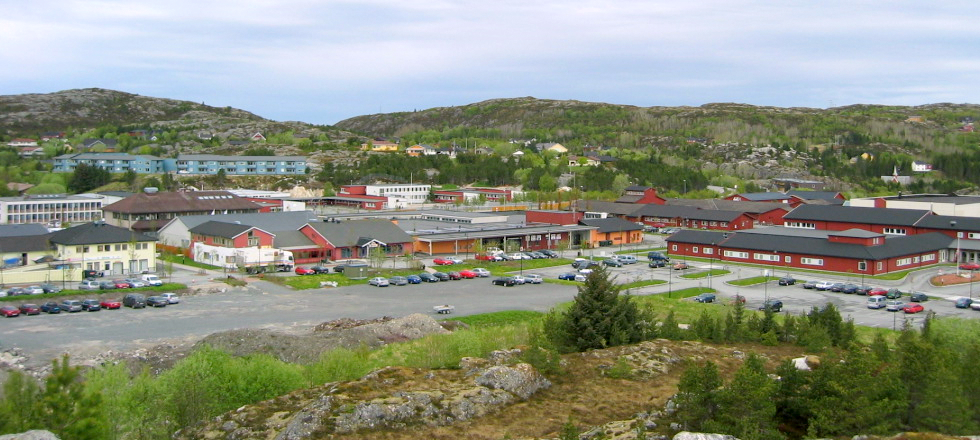
히트라

쇠르트뢰넬라그 주에 표시된 히트라의 위치

히트라(노르웨이어: Hitra)는 노르웨이 쇠르트뢰넬라그주에 위치한 도시로, 면적은 685.51km2, 인구는 4,256명(2010년 기준), 인구 밀도는 6.6명/km2이다. 도시 이름은 고대 노르드어로 "찢어진" 또는 "갈라진", "쪼개진"을 뜻하는 단어인 "히트르"(Hitr)에서 유래된 이름이며 이는 복잡한 강줄기 위에 여러 개의 섬이 있는데서 붙여진 이름이다.

시 문장